# Croce (Haute-Corse)
Pour les articles homonymes, voir Croce.
Croce est une commune française située dans la circonscription départementale de la Haute-Corse et le territoire de la collectivité de Corse. Le village appartient à la piève d'Ampugnani, en Castagniccia.

## Géographie

Panorama du village.

### Situation
Croce appartient à la microrégion de l'Ampugnani, au cœur de la Castagniccia. La commune se situe dans le « Deçà des monts » (Cismonte en langue corse), dans le « territoire de vie » Castagniccia du parc naturel régional de Corse auquel elle a adhéré.

### Géologie et relief
Croce est une commune de moyenne montagne, sans façade littorale.
Elle se situe dans la Corse schisteuse au nord-est de l'île, dans le prolongement de l'arête schisteuse du Cap Corse ou massif de la Serra, qui se poursuit avec le massif du San Petrone et se termine au sud de la Castagniccia. Son culmen (1 655 m) se situe à l'extrémité sud-ouest communale, à proximité du Monte Goio, un peu au nord sur la dorsale du San Petrone, dans la forêt de Santo Pietro d'Accia (nord).
Son territoire, orienté dans un axe ouest - est, est une bande de terre en forme d'accent circonflexe, couvrant les deux versants d'un chaînon montagneux secondaire articulé sur la dorsale du San Petrone au Monto Goio, et déclinant à l'est jusqu'au lit du Fium'Alto (295 m).
Les limites territoriales sont définies :
- à l'ouest, par une partie de la dorsale du San Petrone, comprise entre un point à 1 393 m d'altitude au nord et Pinzu Rossu 1 478 m au sud, comportant le Monte Goio ;
- au nord, c'est une ligne quasi rectiligne qui part de la dorsale du San Petrone, orientée à l'est jusqu'au nord du village de Croce, et qui rejoint au sud-est la confluence du ruisseau de Tre Fontane avec le Fium'Alto.
- à l'est, ses limites sont représentées par la section du Fium'Alto comprise entre les confluences du ruisseau de Tre Fontane au nord et le ruisseau de Polveroso au sud.
- au sud, presque tout le cours du ruisseau de Polveroso, autre affluent du Fium'Alto, sépare Croce de ses voisines Piedicroce et Polveroso. Le ruisseau de Falongo délimite également les communes de Croce et de Nocario.

### Hydrographie
Le Fium'Alto, fleuve côtier, longe l'est du territoire communal.
Quoique partagé avec ses voisines méridionales Piedicroce et Polveroso, le ruisseau de Polveroso demeure le principal cours d'eau. Affluent du Fium'Alto, il est alimenté par de nombreux ruisseaux dont celui de Croce (Y9311280), de Funtana Maió (Y9311260) et de Guadone.

### Climat et végétation
La "petite Castagniccia" bénéficie de conditions climatiques tempérées et humides, accordant au territoire un couverture végétale très verte et dense. Le sol est couvert d'une végétation arborescente dominée par des châtaigneraies, le plus souvent présentes sous forme de vergers ou de taillis, avec des chênaies. Les hêtraies succèdent directement en altitude aux châtaigneraies et aux bois de chênes verts et constitue un vaste manteau forestier qui recouvre les hauts sommets de la région. La hêtraie est un élément important dans le paysage de Castagniccia.
Aux étages inférieurs, les sous-bois sont très denses, composés de hautes bruyères, d'arbousiers et de houx. Bovins et porcins y sont élevés en liberté.
De petites ripisylves arborescentes, composées majoritairement d'aulnes au milieu desquels subsistent encore de grands noyers, longent les différents cours d’eau.

### Voies de communication et transports

#### Accès routiers
Le principal axe routier, celui qui permet d'accéder au village de Croce, est la route D 515. Cette route départementale relie La Porta au nord à Nocario au sud. 
La D 71 qui relie la RN 193 à Ponte-Leccia (Morosaglia) à la mer Tyrrhénienne à Prunete (Cervione), traverse à plus de 800 m d'altitude, la commune dans sa partie occidentale, une zone inhabitée.
Par ailleurs, une route nouvellement aménagée, permet de rejoindre le village de Polveroso au sud de Croce.

#### Transports
Il n'existe pas de transports en commun à Croce. La gare de Chemins de fer de la Corse la plus proche est la gare de Ponte-Nuovo, à 25 km. La gare de Ponte-Leccia est quant à elle, distante de 27 km.
Les port et aéroport les plus proches sont ceux de Bastia : aéroport de Bastia Poretta distant de 42 km, port de commerce de 57 km.

## Urbanisme

### Typologie
Au 1er janvier 2024, Croce est catégorisée commune rurale à habitat très dispersé, selon la nouvelle grille communale de densité à sept niveaux définie par l'Insee en 2022.
Elle est située hors unité urbaine. Par ailleurs la commune fait partie de l'aire d'attraction de Bastia, dont elle est une commune de la couronne,. Cette aire, qui regroupe 93 communes, est catégorisée dans les aires de 50 000 à moins de 200 000 habitants,.

### Occupation des sols
L'occupation des sols de la commune, telle qu'elle ressort de la base de données européenne d’occupation biophysique des sols Corine Land Cover (CLC), est marquée par l'importance des forêts et milieux semi-naturels (100 % en 2018), une proportion identique à celle de 1990 (100 %). La répartition détaillée en 2018 est la suivante : 
forêts (89,6 %), espaces ouverts, sans ou avec peu de végétation (10,4 %). L'évolution de l’occupation des sols de la commune et de ses infrastructures peut être observée sur les différentes représentations cartographiques du territoire : la carte de Cassini (XVIIIe siècle), la carte d'état-major (1820-1866) et les cartes ou photos aériennes de l'IGN pour la période actuelle (1950 à aujourd'hui).

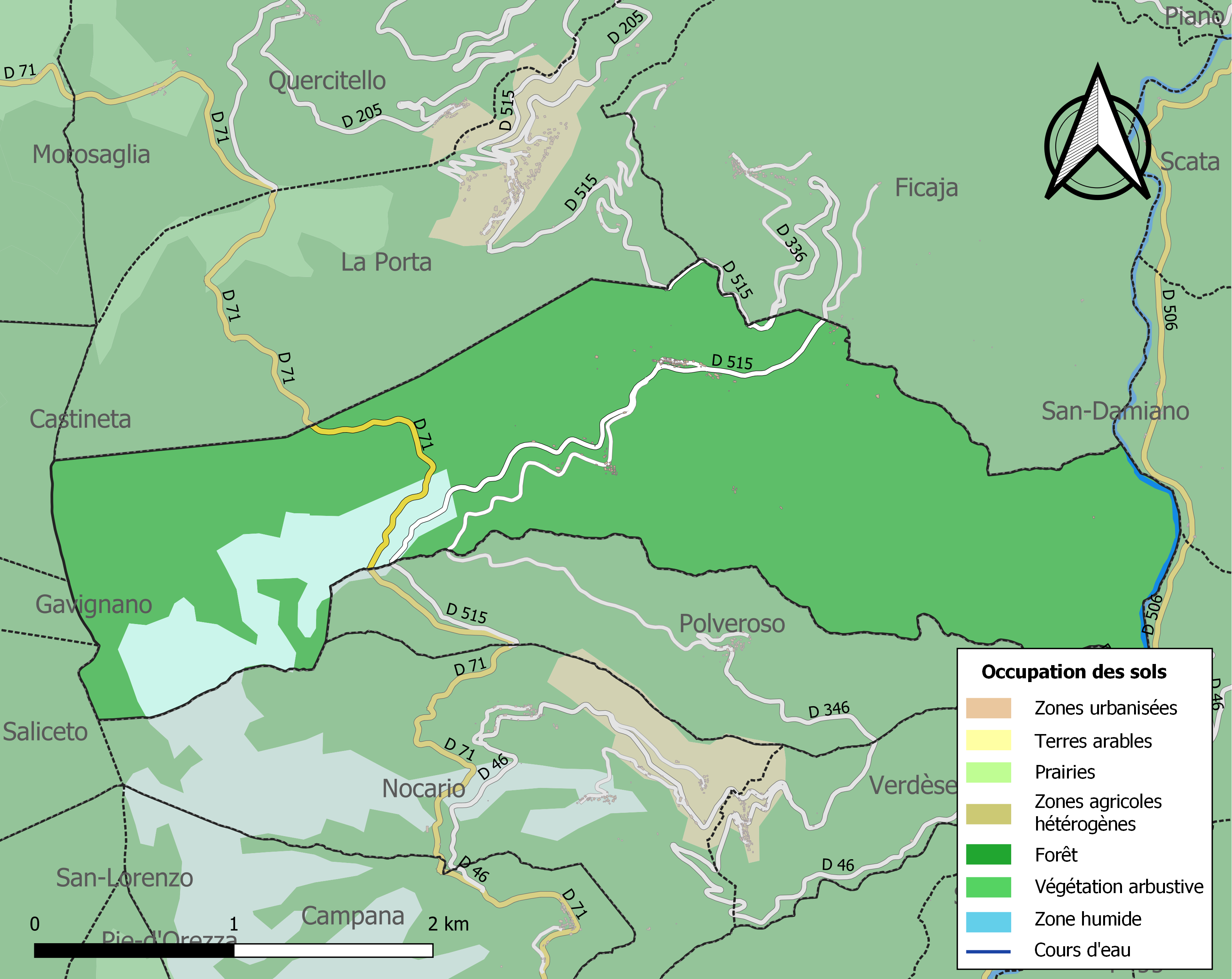
Carte des infrastructures et de l'occupation des sols de la commune en 2018 (CLC).

### Croce

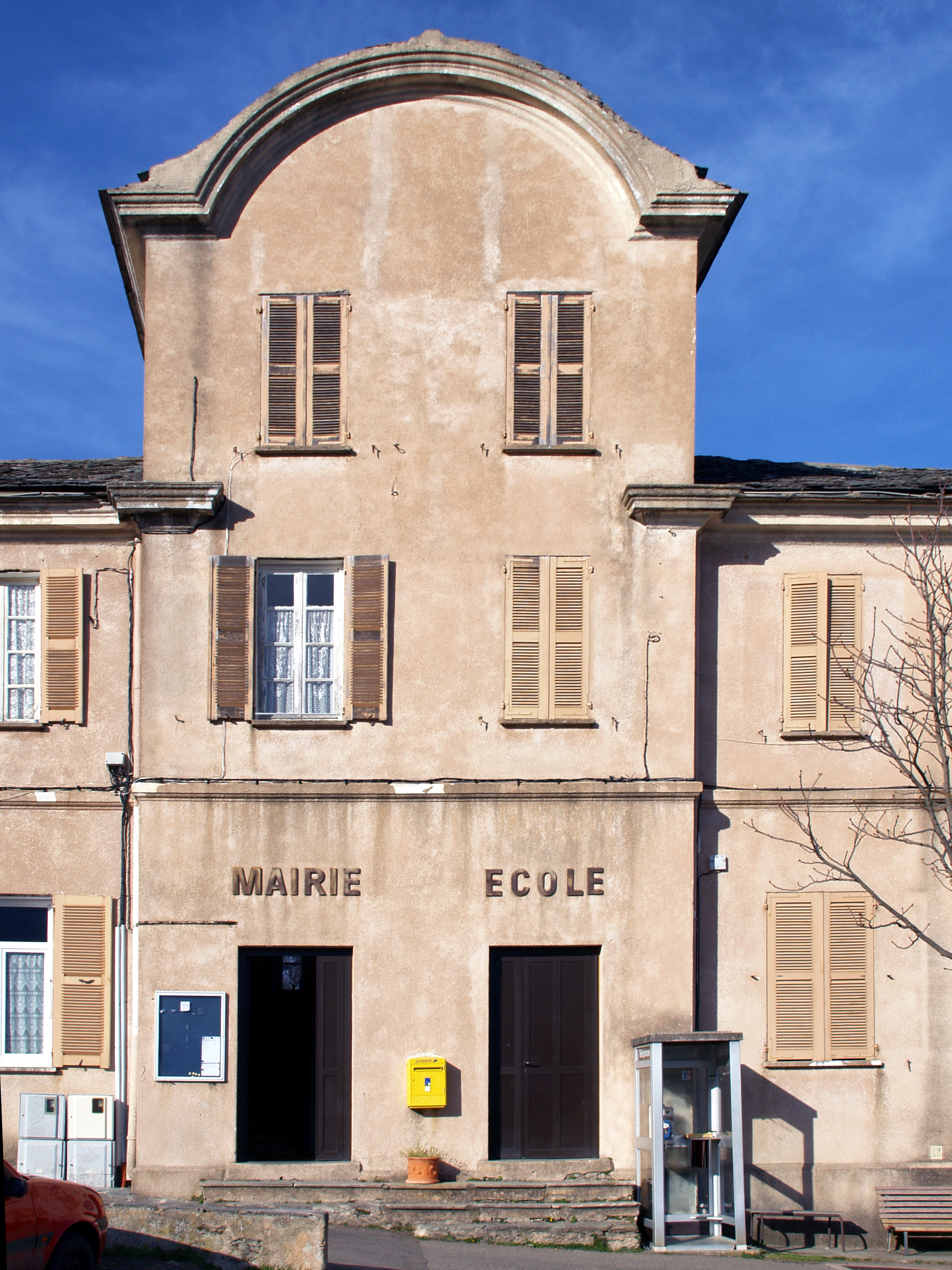
Mairie-école.

Comme beaucoup de villages, le village est bâti le long de l'arête sommitale, à une altitude moyenne avoisinant les 800 m. S'y trouvent la mairie-école, le monument aux morts ainsi que l'église paroissiale Saint-Césaire. Le cimetière se trouve plus à l'est, accessible depuis la jonction de la D 515 avec le chemin de Croce à Sainte-Marie, qui conduit à travers la châtaigneraie à la chapelle éponyme dominant le village voisin de Ficaja.

### Poggio
Le hameau de Poggio se situe en contrebas du village, au S-SO de celui-ci. S'y trouve la chapelle Sainte-Lucie. Il est accessible par une route communale depuis la D 515.

### Sorbello

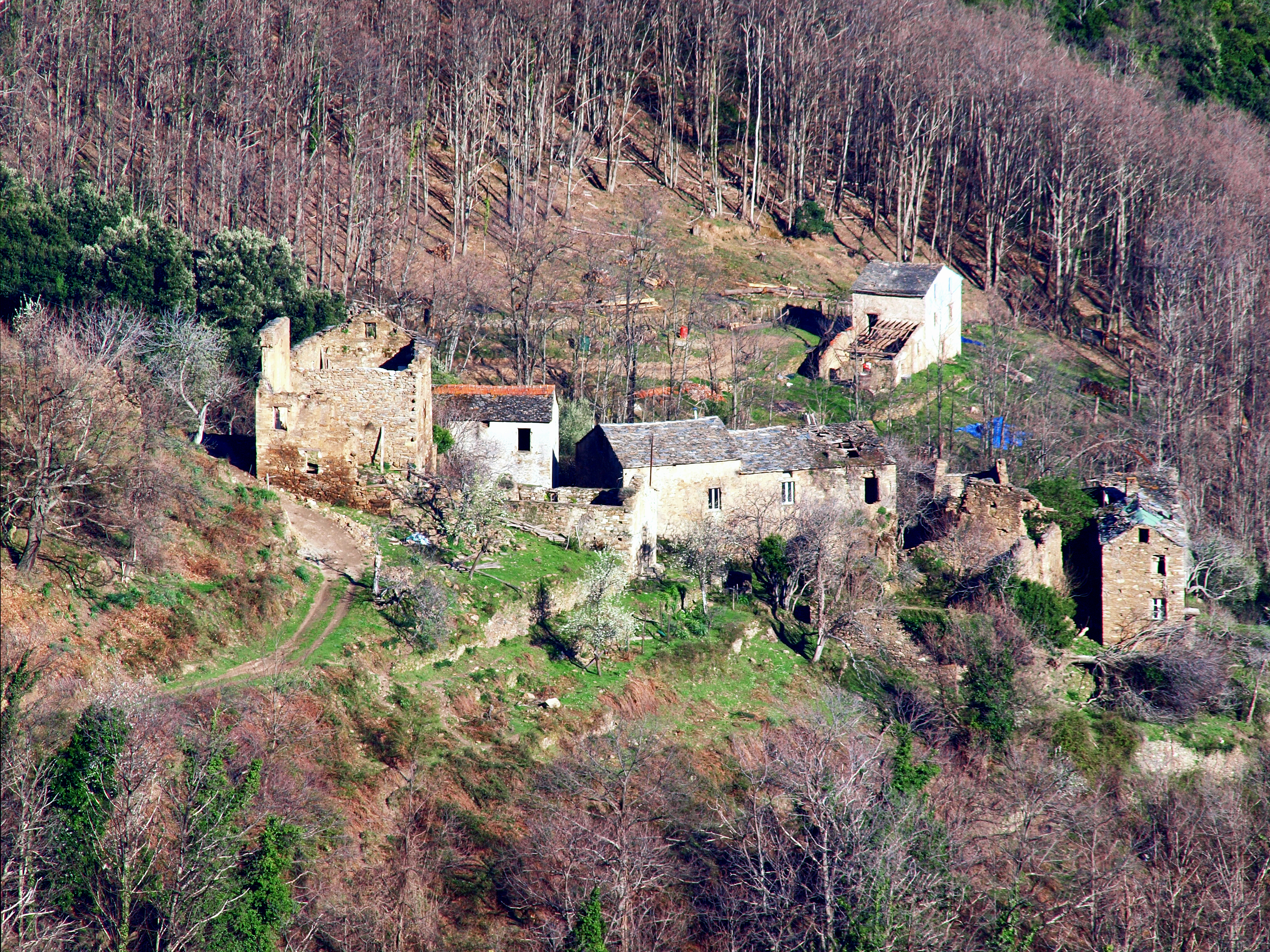
Hameau de Sorbello.

Situé au sud du village de Croce, le hameau de Sorbello (Surbellu), accessible par un chemin depuis Croce, est quasi abandonné. Il comporte plusieurs habitations la plupart ruinées.

## Histoire

### Moyen Âge
Au Moyen Âge, la Corse était partagée en six évêchés ; l'évêché d'Accia qui comprenait les deux pièves d'Ampugnani et Rostino, fut soumis à l'archevêché de Gênes. Le petit évêché d'Accia ne rapportait guère plus de deux cents ducats. « D'après ce qu'on lit dans un registre des Tasse del Papa, les évêchés de Nebbio et d'Accia furent autrefois réunis ».
L'Ampugnani était une pieve de la « Terre de Commune ». Elle faisait partie d'un pays appelé autrefois les Cinq Pièves. Ces pièves sont Vallerustie, Orezza, Ampugnani, Rostino et Casacconi.
« La piève d'Ampugnani contient environ vingt villages. [...] Le pays jouit d'un air sain, et est habité par de braves gens ; il produit des céréales et des châtaignes en assez grande quantité, du bois, des fruits et les meilleures cerises de l'île ».
Au XIe siècle, les marquis Obertenghi étaient implantés en Ampugnani, en Orezza et à Verde. Ils seront en lutte avec les Cortinchi ; mais ne pouvant résister efficacement, ils se retirent, léguant une grande partie de leurs biens à l'abbaye de Montecristo. Avec leur départ, les Cortinchi s'installent et construisent la fortification de Lumito, au cours du XIIIe siècle.
Vers la fin de sa vie, Guglielmo Cortinco alla habiter à Ampugnani où il se fit seigneur, et construisit un château à Lumito. Il mourut, laissant un fils qui établit encore son autorité sur Moriani et Tavagna et bâtit un château dans chacune des pièves d'Ampugnani, de Moriani et de Tavagna, lesquelles obéissaient précédemment à Alberto de Loreto.

### Temps modernes
Au XVIe siècle, vers 1520, la pieve d'Ampugnani avait pour lieux habités : la Casabianca, la Porta, la Croce, Polveroso, Monte d’Olmo, lo Pruno, lo Selvarechio, la Casalta, lo Piano, Scata, Ficagia, lo Pomeragio, Stopianova, lo Catogio.
De l'abbé Accinelli : « Quando veggendo Pio IV, che il Vescovato di Accia era di tenue redito, come che abbracciasse due sole Pievi, cioè Ampugnani, e Rostino, l’uni nel 1563. a quello di Mariana, da indi in apresso di questa il Vescouo portò il titoli di Accia e Mariana - Storia veridica della Corsica - p. 70 ».
L'Ampugnani faisait alors partie de la province de Bastia et relevait de sa juridiction civile.
- 1789 - la Corse fait partie du royaume de France.
- 1790 - Peu après la Révolution française, est créé le département de Corse.
- 1793 - Le département de El Golo (l'actuelle Haute-Corse) est créé. La commune se trouvait dans le district de Bastia (qui devient en 1801 l'arrondissement de Bastia). Elle portait le nom de Porta (An II). En 1801 on retrouve le même nom au Bulletin des lois. Ce n'est que plus tard qu'elle prend son nom de La Porta.
- 1793 - Le canton est celui d'Ampugnani. Il garde son nom en 1801. En 1828, il devient le canton de La Porta[11].

### Époque contemporaine

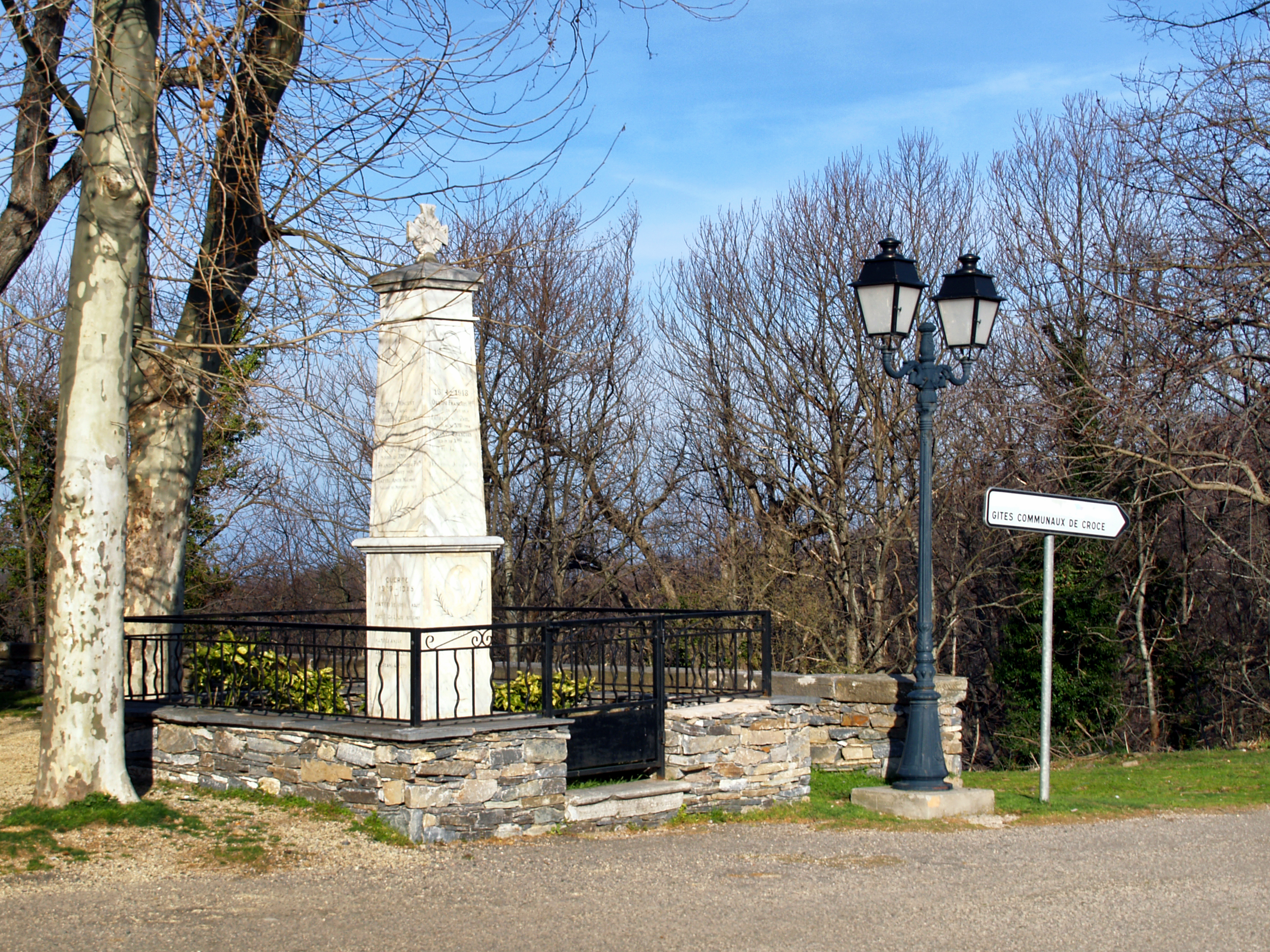
Monument aux morts.

En 1954, le canton de La Porta était composé des communes de Casabianca, Casalta, Croce, Ficaja, Giocatojo, Piano, Poggio-Marinaccio, Polveroso, La Porta d’Ampugnani, Pruno, Quercitello, San-Damiano, San-Gavino-d'Ampugnani, Scata et Silvareccio.
En 1973, le canton de La Porta devient le canton de Fiumalto-d'Ampugnani (chef-lieu La Porta), par la fusion des anciens cantons de La Porta et de Peru-Casevecchie.
En 1975, Croce passe dans le département de la Haute-Corse.

## Politique et administration

### Liste des maires
| Période                                  | Période   | Identité             | Étiquette | Qualité |
| ---------------------------------------- | --------- | -------------------- | --------- | ------- |
| avant 1988                               | mars 2014 | Marie-Angèle Stra    | DVG       |         |
| mars 2014                                | En cours  | Jean-François Mattei | DVG       | Employé |
| Les données manquantes sont à compléter. |           |                      |           |         |

## Population et société

### Démographie
L'évolution du nombre d'habitants est connue à travers les recensements de la population effectués dans la commune depuis 1800. Pour les communes de moins de 10 000 habitants, une enquête de recensement portant sur toute la population est réalisée tous les cinq ans, les populations de référence des années intermédiaires étant quant à elles estimées par interpolation ou extrapolation. Pour la commune, le premier recensement exhaustif entrant dans le cadre du nouveau dispositif a été réalisé en 2008.

En 2022, la commune comptait 80 habitants, en évolution de +9,59 % par rapport à 2016 (Haute-Corse : +5,15 %, France hors Mayotte : +2,11 %).
| 1800 | 1806 | 1821 | 1831 | 1836 | 1841 | 1846 | 1851 | 1856 |
| ---- | ---- | ---- | ---- | ---- | ---- | ---- | ---- | ---- |
| 480  | 543  | 373  | 514  | 504  | 521  | 559  | 543  | 506  |

| 1861 | 1866 | 1872 | 1876 | 1881 | 1886 | 1891 | 1896 | 1901 |
| ---- | ---- | ---- | ---- | ---- | ---- | ---- | ---- | ---- |
| 450  | 503  | 552  | 525  | 515  | 520  | 532  | 533  | 509  |

| 1906 | 1911 | 1921 | 1926 | 1931 | 1936 | 1946 | 1954 | 1962 |
| ---- | ---- | ---- | ---- | ---- | ---- | ---- | ---- | ---- |
| 517  | 519  | 413  | 409  | 424  | 456  | 221  | 138  | 109  |

| 1968 | 1975 | 1982 | 1990 | 1999 | 2006 | 2008 | 2013 | 2018 |
| ---- | ---- | ---- | ---- | ---- | ---- | ---- | ---- | ---- |
| 106  | 97   | 100  | 78   | 85   | 83   | 82   | 73   | 78   |

| 2022 | - | - | - | - | - | - | - | - |
| ---- | - | - | - | - | - | - | - | - |
| 80   | - | - | - | - | - | - | - | - |

### Enseignement
L'école primaire la plus proche est l'école primaire publique Aurélie-Mori au village de La Porta. Les collèges publics les plus proches se trouvent à Folelli (25 km), Lucciana (41 km), Cervione (43 km), ou Corte (47 km). Le lycée d'enseignement général et technologique publics Pascal-Paoli est distant de (47 km).

## Culture locale et patrimoine
On peut y observer une des curiosités de la Castagniccia, "A piana di santa Claude" considéré comme le Versailles des jardins corses.

### Lieux et monuments
Croce compte 10 lieux et monuments répertoriés à l'inventaire général du patrimoine culturel :
Par ailleurs, elle compte un répertorié à l'inventaire des monuments historiques et 28 objets répertoriés à l'inventaire général du patrimoine culturel.

#### Patrimoine architectural
- Présentation de la commune[18].

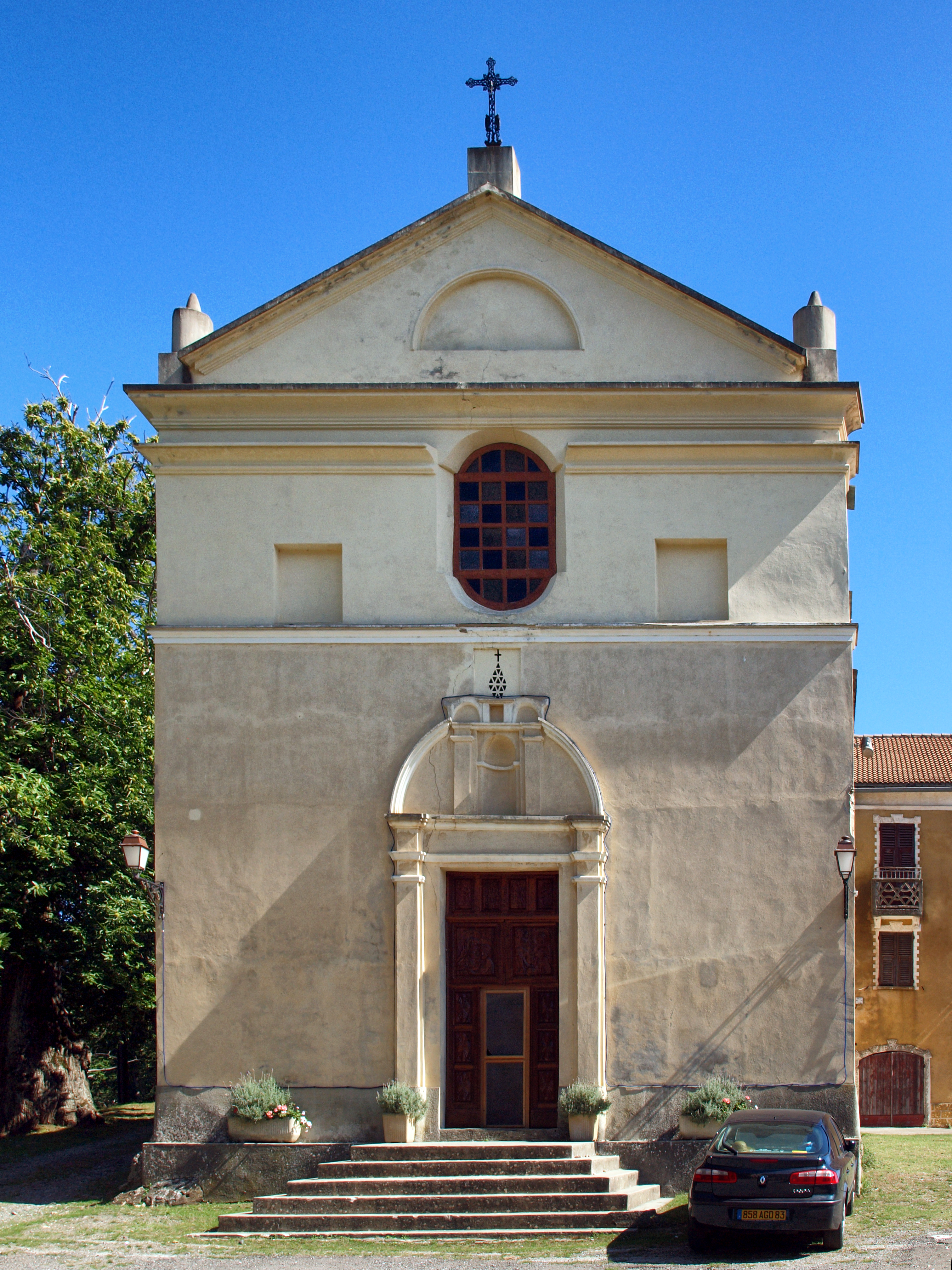
Façade principale de l'église Saint-Césaire.

- cinq maisons, datant du XVIe siècle au XIXe siècle, toutes en schiste. Les toits sont couverts d'ardoise.
- Mairie, école. L'édifice à trois niveaux, date de la seconde moitié du XIXe siècle. La couverture du toit est en ardoise[19].

##### Église paroissiale Saint-Césaire

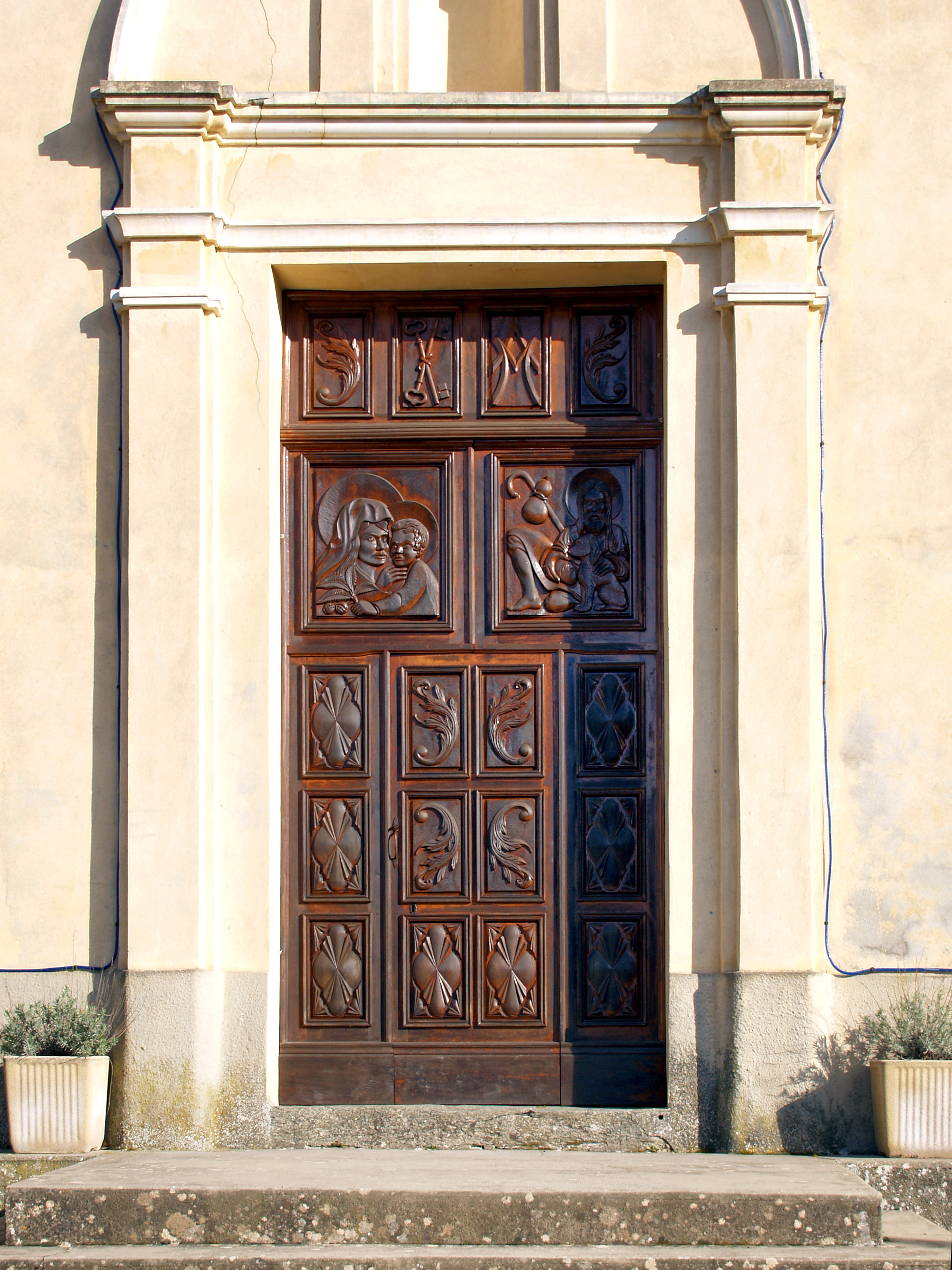
Portail de l'église Saint-Césaire.

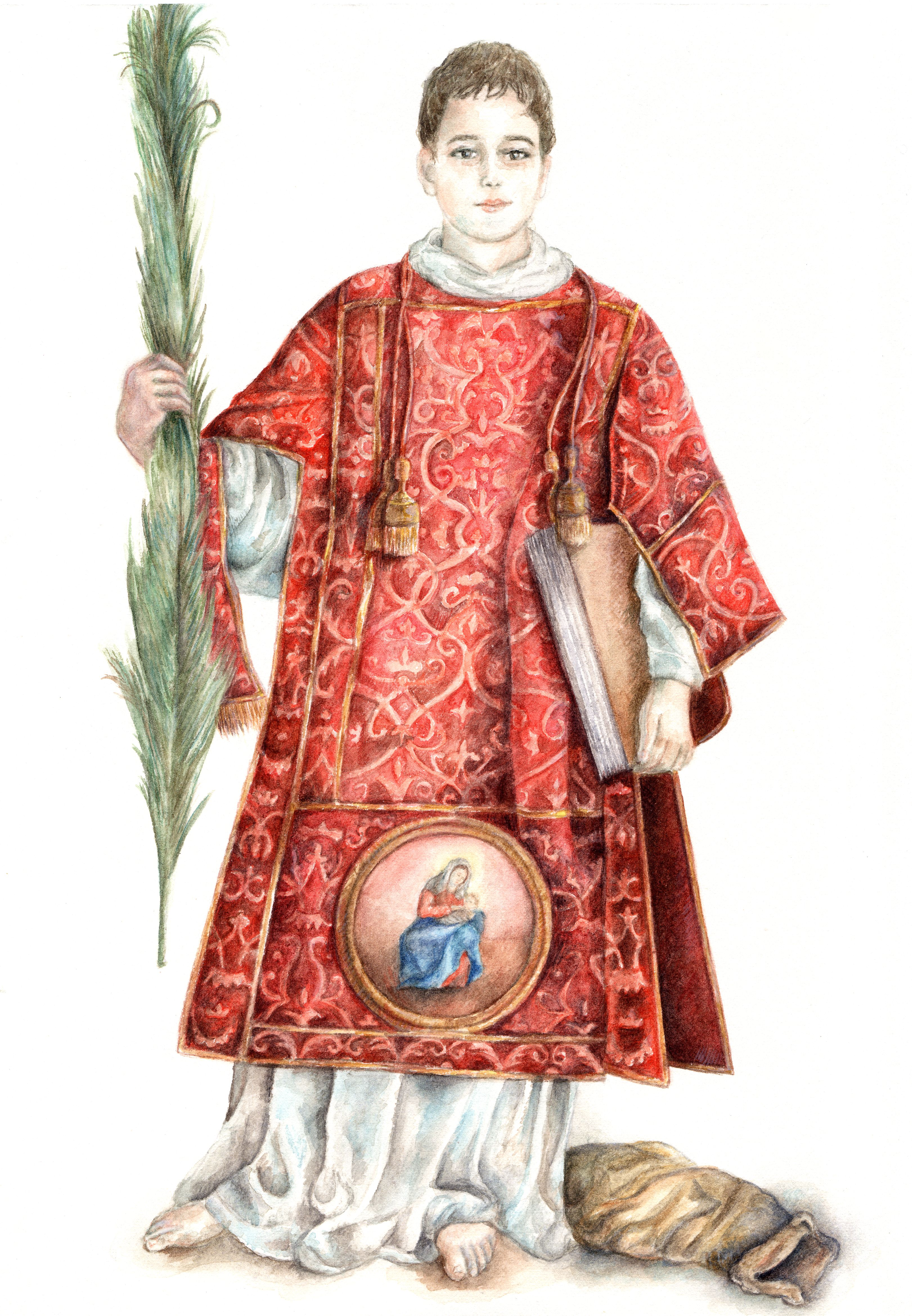
Saint Césaire diacre et martyr de Terracina, Patron de Croce.

L'actuelle église a été reconstruite de 1660 à 1701 à l'emplacement d'un ancien édifice mentionné en 1646 dans le rapport de visite pastorale de Giovanni Augustino Marliani, évêque de Mariana et Accia, et remaniée entre 1760 et 1783. Son clocher a été construit en 1931, date portée sur l'œuvre. Couverture du toit en ardoise.Le saint patron de la ville est saint Césaire diacre et martyr de Terracina.

##### Chapelle Sainte-Lucie
Située à Poggio, elle figurait sur le plan terrier dressé entre 1773 et 1795, pouvant dater de la fin du XVIIe siècle ou du début du XVIIIe siècle. Couverture du toit en ardoise.

##### Chapelle Saint-Marcel
Située au lieu-dit Sorbello, cette ancienne église paroissiale datant du Moyen Âge avait été mentionnée déjà en ruines en 1646, dans le rapport de visite pastorale de Giovanni Marliani, évêque de Mariana et Accia. Il ne reste que des vestiges.

#### Patrimoine mobilier
29 œuvres sont conservés dans deux édifices religieux :
- dans la chapelle Sainte-Lucie :

cinq œuvres ; il s'agit du mobilier, de peintures monumentales, du meuble de sacristie, du dais d'autel et d'un tableau d'autel Vierge à l'Enfant, sainte Lucie, saint Antoine de Padoue.
- dans l'église paroissiale Saint-Césaire :
  - un tableau La Vierge au rosaire avec saint Dominique et sainte Catherine d'auteur inconnu, est daté du la fin XVIe siècle. Il est classé au titre des Monuments historiques[23].
  - 23 objets à l'inventaire général du patrimoine culturel parmi lesquels quatre tableaux d'autel[24],[25],[26],[27], l'ensemble du maître-autel de saint Césaire[28], cinq ensembles d'autels secondaires : du Sacré-Cœur[29], de saint François-Xavier[30], de saint Philippe Neri[31], des Âmes du Purgatoire[32], et  de la confrérie du Rosaire[33], quatre tableaux d'autel : Saint François-Xavier baptisant les Indiens[24], Apparition de la Vierge du Sacré-Cœur à saint Philippe Neri[25], Donation du Rosaire[26], et Apparition de l'Immaculée Conception à saint Césaire et sainte Lucie[27], des œuvres sacrées de la liturgie chrétienne, etc.

### Patrimoine naturel

#### Parc naturel régional
La Porta est une commune adhérente au parc naturel régional de Corse, dans son « territoire de vie » appelé Castagniccia.

#### ZNIEFF
La commune est concernée par deux zones naturelles d'intérêt écologique, faunistique et floristique de 2e génération :
Châtaigneraies de la Petite Castagniccia
Croce fait partie des 43 communes concernées par la zone qui couvre une superficie totale de 10 559 Ha. Cette zone s'étend sur le territoire appelé localement « la petite Castagniccia », dont 60 % sont couverts par les châtaigneraies. Elle fait l'objet de la fiche ZNIEFF 940004146 - Châtaigneraies de la Petite Castagniccia, 2e génération.
Hêtraies du massif du San Petrone
La forêt de San Pietro d'Accia est divisée en deux massifs, l'un au nord, concernant Croce, qui s'étend du col de Prato (985 mètres) jusqu'au sommet du San Petrone (1 767 mètres), point culminant de la Castagniccia, et l'autre au sud qui comprend les crêtes et les versants boisés entre le Monte Calleruccio (1 484 mètres) et la Punta di Caldane (1 724 mètres). Cette forêt communale, soumise au régime forestier, est exploitée localement pour le bois de chauffage.
La zone fait l'objet de la fiche ZNIEFF 940004200 - Hêtraies du massif du San Petrone, 2e génération.

## Personnalités liées à la commune
Patrie de nombreux Corses, parmi lesquels nous citerons Marie et Félix Franzini, cousins germains, établis en Égypte, puis à Nice. Ils ont eu quatre enfants, six petits-enfants, et sept arrière-petits-enfants.
Il ne faut pas oublier les Franzini de Poggio qui grâce à la découverte du trésor du Ponte Biancu en 1769 devinrent la famille la plus riche de la pieve d'Ampugnani.
Personnalité marquante du village, et illustre membre de la famille Franzini, Claude fut le créateur de génie d'une curiosité locale "A Piana di Santa Claude" (citée plus haut). Héros de Centrafrique, il aura mené de multiples combats au cours de sa vie, dont le dernier contre la maladie qui l'a emporté le 22 juin 2012. 
La municipalité a décidé que la commune observerait une journée de deuil, pour rendre hommage à cette figure hors norme.
- Giovanni Andrea della Croce (né à Croce vers 1520), professeur de chirurgie à Venise.
- Antoine Franzini, (1696-1764), directeur du noviciat de Rome, auteur du journal spirituel Diario spirituale che comprende una scelta di detti e di fatti de' santi o di altre persone di singolare virtù